# مینامی تاکاهاشی
می‌نامی تاکاهاشی (انگلیسی: Minami Takahashi؛ زادهٔ ۸ آوریل ۱۹۹۱) بازیگر، خواننده، صداپیشه، و مدیر کل اهل ژاپن است. وی از سال ۲۰۰۵ میلادی تاکنون مشغول فعالیت بوده‌است.